# Есенлер (станція метро)
41°02′50″ пн. ш. 28°53′14″ сх. д. / 41.04722° пн. ш. 28.88722° сх. д.
Есенлер (тур. Esenler) — станція лінії М1B Стамбульського метро. Відкрита 22 лютого 2012 року
Конструкція станції є унікальною, оскільки одна платформа вище, ніж друга, і вона розташована між двома коліями, тоді як вона є береговою платформою. Західна колія прямує до розташованого поруч об'єкта технічного обслуговування.
Пересадка:
- Автобуси: 33, 33M, 55Y, 75O, 76O, 85T, 303B
- Маршрутки: Газіосманпаша — Отогар, Топкапи — Яйла, Топкапы — Юз'їл, Топкапи — Боллуджа, Топкапи — Богазкьой, Топкапи — Хараччи, Топкапи — Імрахор, Топкапи — Суатлар, Топкапи — Ташолук Токі Конутлари, Депрем Конутлари — Отогар, Ікителлі — Отогар, Отогар — Каяшехір

| Попередня станція | Лінія | Лінія                           | Лінія | Наступна станція    |
| ----------------- | ----- | ------------------------------- | ----- | ------------------- |
| Отогар до Єнікапи |       | M1 (Стамбульський метрополітен) |       | Мендерес до Кіразли |